# Temporada de huracanes del Atlántico de 2013
La temporada de huracanes del Atlántico de 2013 fue un evento en el ciclo anual de formación de ciclones tropicales. Fue la tercera más tranquila en los últimos 19 años, desde 1994. La temporada inició oficialmente el 1 de junio y finalizó el 30 de noviembre de 2013. Sin embargo, la formación de ciclones tropicales o subtropicales es posible en cualquier época del año, como lo demuestra la formación de la Tormenta subtropical Sin Nombre el 7 de diciembre, una semana después del fin oficial de la temporada. 
Catorce tormentas se formaron en la cuenca del Atlántico; la primera tormenta de la temporada fue Andrea, que se formó el 5 de junio, y fue la única tormenta nombrada en tocar tierra en Estados Unidos, dejando a su paso 4 fallecidos y aproximadamente $25 millones en daños. A mediados de junio, Barry afectó a Centroamérica como una tormenta tropical débil dejando lluvias intensas y 5 fallecimientos; 2 en El Salvador y 3 en México. A finales de agosto, Fernand afectó a México dejando fuertes aguaceros y 14 fallecidos. La formación de un huracán no ocurrió hasta el 11 de septiembre, con la intensificación de Humberto a la categoría uno de huracán en la Escala de Saffir-Simpson. Después siguió el huracán Ingrid que junto con la Tormenta tropical Manuel causaron intensas lluvias en todos los estados del centro de México; estos huracanes nunca llegaron a alcanzar la categoría de un huracán mayor, lo que convierte a la temporada de 2013 en la primera y única del siglo XXI sin tener formación de huracanes importantes. Ingrid tuvo que ser retirada de la lista de nombres debido a los daños que provocó, dejando un total de 32 fallecidos en México y un daño total de alrededor de $230 millones junto con aguaceros torrenciales. El resto de las tormentas en la temporada no tuvieron ningún impacto significativo sobre tierra. A pesar de que el número de tormentas nombradas fueron sobre el promedio, el número de huracanes y huracanes mayores a categoría tres fueron debajo del promedio de seis y tres respectivamente.
El 29 de noviembre, el Dr. Phil Klotzbach de la CSU afirmó que "(Dr. Gray y Yo) estuvimos haciendo estos pronósticos por 30 años y eso es, probablemente, la mayor redada de previsión que hemos tenido, obviamente, eso no es, obviamente, una gran sensación." El Dr. Jeff Masters de Weather Underground afirmó que el aire seco proveniente del Sahara y del noreste de Brasil podrían haber inhibido la ciclogénesis tropical. Durante la temporada, la NOAA y la Fuerza Aérea de los Estados Unidos hicieron un total de 45 vuelos de reconocimiento sobre la cuenca del Atlántico, totalizando 435 horas; este fue el número horas de vuelos más bajo desde la temporada de 1966. A pesar de los pronósticos elevados, Brian McNoldy de la Universidad de Miami afirmó que había muchas razones que explicaban la equivocación de la NOAA en sus pronósticos.

## Pronósticos
Los pronósticos de la actividad ciclónica son emitidos antes de cada temporada por los expertos Philip J. Klotzbach, William M. Gray y asociados en la Universidad Estatal de Colorado - CSU y por separado los meteorólogos de la NOAA.
El equipo de Klotzbach (anteriormente liderado por Gray) definió el promedio del número de tormentas por temporada (1981 a 2010) de 12,1 tormentas tropicales, 6,4 huracanes, 2,7 huracanes mayores o iguales a la categoría tres en la Escala de Saffir-Simpson y el índice ACE. La NOAA define una temporada por encima de lo normal, casi normal o por debajo de lo normal, por una combinación del número de tormentas nombradas, el número en alcanzar fuerza de huracán, el número en alcanzar fuerza de huracán mayor y las del índice ACE. Se espera que durante el octubre-noviembre,los huracanes sean más frequentes.

### Pronósticos pretemporada
El 5 de diciembre de 2012, la Tropical Storm Risk, un consorcio público formado por expertos en seguridad, manejo de riesgos y predicción climática estacional de la University College of London, emitió un rango prolongado de pronósticos que predicen una temporada de huracanes por encima del promedio. En su informe, la TSR señaló que la actividad de ciclones tropicales podría ser de 15,4 (±4,3) tormentas nombradas, 7,7 (±2,9) huracanes, 3,4 (±1,6) huracanes mayores, y un índice ACE acumulado de 134, citando el pronóstico de fuerza de viento menor que el promedio y más cálido que el promedio de temperatura superficial del mar. Cuando ningún valor se colocó en el número estimado de recaladas durante la temporada, la TSR declaró que se espera que el índice ACE en recaladas sea mayor que el promedio.
Mientras, el 8 de abril el Weather Services International (WSI) emitió su primer pronóstico para esta temporada de huracanes. En su reporte, la organización pronosticó 16 tormentas nombradas, 9 huracanes y 5 huracanes mayores a categoría tres, tomando como referencia la temperatura de toda la región del Atlántico que será por encima del promedio. El pronóstico principal inciertamente involucró si El Niño estaría influyendo o no a la intensidad de los ciclones que se desarrollarán en la temporada. El 10 de abril, la Universidad Estatal de Colorado (CSU) emitió su primer pronóstico para la temporada, llamándolo potencialmente hiperactivo con 18 tormentas, de las cuales 9 serán huracanes y 4 alcanzarán la categoría tres o mayor, con un índice de Energía Ciclonica Acumulada de 165.
El 15 de mayo, la United Kingdom Met Office (UKMO) pronosticó una temporada ligeramente por encima del promedio. Se pronosticaron 14 tormentas nombradas con un 70% de probabilidades de que el número de tormentas tropicales sea entre 10 y 18, y 9 huracanes con un 70% de probabilidades que sea entre 4 y 14. También predijeron un índice de Energía Ciclónica Acumulada de 130 con un 70% de probabilidades que sea en el rango de 76 y 184.  El 23 de mayo de 2013, la NOAA emitió su primer pronóstico de temporada en el año, iniciando un 70% de probabilidades de tener de 13 a 20 tormentas nombradas, de las cuales de 7 a 11 se convertirían en huracanes, incluyendo de 3 a 6 huracanes, mayores a categoría 3 en la Escala de Saffir-Simpson. Los tres factores principales que contribuirían a una temporada sobre el promedio y de actividad ciclonica hiperactiva estarán determinados por una temperatura superficial del mar sobre el promedio en el Atlántico, la ausencia de El Niño en el Pacífico y la continuidad de una época activa desde 1995.

### Pronósticos a mediados de temporada
El 3 de junio, la Universidad Estatal de Colorado (CSU), emitió su pronóstico actualizado de la temporada de huracanes, con 18 tormentas nombradas, 9 huracanes, y 4 huracanes mayores a categoría tres, con un índice ACE de 165 unidades. La organización afirmó que no era probable que El Niño obstaculizara la actividad de ciclones tropicales del Atlántico, y se esperaba que las temperaturas superficiales del mar fuesen favorables para el desarrollo de tales. La Universidad afirmó que había un 72% de probabilidades de que al menos un huracán intenso impacte en cualquier punto de la costa de los Estados Unidos, un 48% de probabilidad de que al menos un ciclón impacte la costa este de los Estados Unidos, y un 47% de probabilidades de que al menos un huracán intenso impacte en la costa del golfo de México; estos valores se encuentran sobre el promedio de 52%, 31% y 30% respectivamente.
El siguiente día, la Tropical Storm Risk, emitió su tercer pronóstico para la temporada del Atlántico de 2013, formándose 16 tormentas nombradas, 8 huracanes y 4 mayores a categoría tres con un ECA de 134 unidades. Sin embargo, un mes después, la TSR bajó sus números debido a la predicción de una temporada superficial del mar por debajo y encima del promedio. El 2 de agosto, la Universidad Estatal de Colorado emitió otra actualización para la temporada. A pesar de bajar los números como resultado de la actividad anómala del Atlántico, la organización aseguró que había una probabilidad alta de que varios ciclones tropicales tocaran tierra en Estados Unidos y el Caribe. Finalmente, el 8 de agosto la NOAA emitió su segundo y último pronóstico de la temporada, prediciendo entre 13 a 16 tormentas nombradas, 6-9 huracanes y entre 3-5 huracanes mayores a categoría tres. La agencia afirmó una frecuencia de ciclones tropicales por encima del promedio al oeste de África y una temperatura por encima del promedio en su reporte.

## Resumen de la Temporada 2013
La temporada de huracanes del Atlántico comenzó oficialmente el 1 de junio de 2013. Fue una temporada por debajo del promedio en la que se formaron 14 ciclones tropicales y un ciclón subtropical. Trece de los quince ciclones designados alcanzaron el estado de tormenta tropical. Sin embargo, solo dos de ellos se convirtieron en huracanes, la menor cantidad desde 1982 ; ninguno de estos se intensificó hasta convertirse en un gran huracán, la primera ocasión de este tipo desde 1994. 2013 también fue la temporada más activa sin un gran huracán. De forma predeterminada, 2013 extendió el período sin que tocaran tierra huracanes importantes en los Estados Unidos a ocho años desde el Huracán Wilma en 2005. Además, ninguno de los huracanes excedió la intensidad de Categoría 1 por primera vez desde 1925. A lo largo de la temporada, la NOAA y la Reserva de la Fuerza Aérea de los Estados Unidos realizaron un total de 45 misiones de reconocimiento sobre la cuenca del Atlántico, con un total de 435 horas; este fue el número más bajo de horas de vuelo desde 1966. Un huracán y tres tormentas tropicales tocaron tierra durante la temporada, causando 56 muertes y alrededor de $255 millones en daños. La última tormenta de la temporada se disipó el 7 de diciembre una semana después del final oficial de la temporada de huracanes el 30 de noviembre de 2013.
La actividad fue suprimida principalmente por el debilitamiento significativo de la circulación termohalina (THC) del Océano Atlántico a principios de año, lo que representa la mayor reducción en la fuerza del THC desde que comenzó el Reanálisis NCEP/NCAR. El debilitamiento del THC fue posiblemente el resultado de la disminución de la salinidad del océano y una disminución en la formación de aguas profundas del Atlántico Norte. Los giros oceánicos y atmosféricos pudieron fortalecerse en el Atlántico subtropical, lo que permitió la advección de aire y agua fríos hacia el sur. En consecuencia, hubo un enfriamiento significativo de las temperaturas de la superficie del mar en partes del Atlántico norte. Esto resultó en una continuación del patrón climático primaveral sobre el Océano Atlántico, con una fuerte cizalladura vertical del viento., humedad reducida en la troposfera media y alta estabilidad atmosférica. El THC débil también resultó en vientos alisios ligeramente más fuertes y menos convergencia de vientos y precipitaciones en la Zona de Convergencia Intertropical, con un aumento en los vientos zonales de nivel superior y presiones de aire ambientales más altas. Colectivamente, estos factores trabajaron para suprimir la ciclogénesis tropical.
La ciclogénesis tropical comenzó a principios de junio, con el desarrollo de la Tormenta tropical Andrea en el Golfo de México el 5 de junio. Doce días después, se formó la Tormenta tropical Barry en el noroeste del Mar Caribe. Dos tormentas con nombre se originaron durante el mes de julio: las tormentas tropicales Chantal y Dorian. Del mismo modo, hubo dos tormentas tropicales en agosto, Erin y Fernand. En septiembre se formaron cuatro ciclones tropicales, tres de los cuales se convirtieron en tormentas tropicales; dos de ellos alcanzaron la categoría de huracán. El ciclón tropical más intenso de la temporada fue el Huracán Humberto, que alcanzó su punto máximo con vientos máximos sostenidos de 150 km/h (90 mph) el 11 de septiembre, que es de categoría 1, rozando la categoría 2, en la escala de vientos Saffir-Simpson. El otro huracán, Ingrid, fue la tormenta más devastadora de la temporada y alcanzó su punto máximo con una intensidad ligeramente menor con vientos de 140 km/h (85 mph). La actividad comenzó a disminuir en octubre, con el desarrollo de solo dos tormentas tropicales, Karen y Lorenzo. Luego, la ciclogénesis tropical se detuvo durante casi un mes, hasta que la Tormenta tropical Melissa se formó sobre el Océano Atlántico oriental el 18 de noviembre. Este fue el único ciclón tropical en el mes de noviembre. El sistema final fue la Tormenta subtropical sin nombre (AL15) que se desarrolló al sur de las Azores el 5 de diciembre. Después de serpentear durante dos días, degeneró en un área remanente de baja presión el 7 de diciembre, poniendo fin a la inactiva temporada.

### Energía Ciclónica Acumulada (ACE)
La actividad estacional se reflejó con un índice de Energía Ciclónica Acumulada de 36.365 unidades, el ECA es, en términos generales, una medida del poder de un huracán multiplicado por el tiempo que existió; por lo tanto, las tormentas duraderas y los sistemas particularmente fuertes dan como resultado altos niveles de la ECA. La medida se calcula según los avisos completos para ciclones con intensidad de tormenta tropical: tormentas con vientos que superan las 39 mph (63 km/h).

## Ciclones tropicales

### Tormenta tropical Andrea
A principios de junio, el Centro Nacional de Huracanes (NHC, por sus siglas en inglés) comenzó a monitorear un área de perturbación en el noroeste del Mar Caribe. El sistema se trasladó hacia el norte, y poco a poco se fue organizando, pese a la fuerte cizalladura del viento. Después de que un avión de reconocimiento reportara una circulación cerrada el 4 de junio, el Centro Nacional de Huracanes inició avisos de tormenta tropical a las 2200 UTC Andrea, cuando su centro se encontraba a unos 500 km al suroeste de Tampa, Florida. Avisos y alertas fueron emitidos para afrontar este fenómeno. Por la mañana, Andrea alcanzó su máximo pico de vientos de 95 km/h con ráfagas más fuertes ubicado a 355 kilómetros al oeste-suroeste de Tampa, Florida. Horas más tarde la fuerza de la tormenta empezó a sentirse a lo largo de la costa oeste de la península de Florida. El centro de Andrea tocó tierra a las 21:40 UTC (5:40 PM ET) en el área del condado de Dixie, acompañado de fuertes lluvias y vientos intensos alcanzando los 78 km/h en Cedar Key y 63 km/h en Brooksville. El 7 de junio a las 21:00 UTC, Andrea se convirtió en un ciclón postropical ubicado en la costa este de Estados Unidos a 160 kilómetros al oeste-suroeste de la ciudad de Norfolk, Virginia.
Antes de convertirse en un ciclón tropical, el precursor de Andrea dejó acumulaciones aproximadas de 12 pulgadas de lluvia en la península de Yucatán. En Cuba, la tormenta provocó inundaciones, especialmente en la provincia de Pinar del Río. Más de 1000 personas se quedaron con sus casas inundadas, especialmente en el área del Río Cuyaguateje. Un tornado también azotó el área, dañando tres casas. En la Florida, la tormenta trajo lluvias torrenciales en algunas áreas, causando inundaciones. Hubo cinco tornados confirmados, de los cuales el más intenso azotó la localidad de Loxahatchee Groves y destruyó tendido eléctrico y árboles causando daños severos a los techos de las casas; también se reportó un herido. Una muerte indirecta ocurrió por un accidente de tránsito en Virginia.

### Tormenta tropical Barry
Una onda tropical se formó al salir de Colombia el 15 de junio, estaba conformada por una amplia área de lluvias y tormentas eléctricas; los vientos de nivel alto hacían más conductivas la formación de un ciclón tropical. El 16 de junio por la tarde, ya ubicada al oeste del Mar Caribe paralelo a las costas de Nicaragua, la onda tropical aumentó su actividad de lluvias y tormentas eléctricas afectando a la parte noreste de Nicaragua y el este de Honduras. En Nicaragua, 14 barrios fueron inundados y 8 puentes fueron rebasados de la ciudad de Bilwi, en la Región Autónoma de la Costa Caribe Norte por las mismas precipitaciones que el disturbio provocaba; mientras en Honduras las lluvias torrenciales y vientos huracanados dejaron al menos 60 casas destruidas afectando a 300 pobladores del municipio de Limón, departamento de Colón. En la madrugada del 17 de junio la onda amplió sus bandas de nubes pero aún no mostraba signos de circulación superficial, horas más tarde las imágenes de satélite evidenciaron una circulación de bajo nivel con una convección ya ubicado sobre el Golfo de Honduras. A las 15:00 UTC,  el Centro Nacional de Huracanes informó que se había formado la Depresión tropical Dos  a 95 kilómetros al este de Monkey River Town,  Belice.
A las 0:00 UTC del 18 de junio el centro de la depresión ya había tocado tierra sobre Belice, produciendo lluvias torrenciales sobre Guatemala y Belice con acumulaciones entre 5 a 10 centímetros. estos causaron que varios ríos se desbordaran. En algunas áreas, las alcantarillas se saturaron y al menos 54 personas que vivían en Hope Creek fueron evacuados hacia los refugios.  En el estado mexicano de Yucatán, las ráfagas de vientos mayores a 77 km/h acompañadas de lluvias torrenciales, derribaron árboles y líneas de tendido eléctrico.  Más de 26,000 residentes se quedaron sin energía eléctrica luego que un rayo impactó sobre una planta eléctrica causando un incendio.  Ya en tierra, la depresión no se esperaba ningún fortalecimiento. En la noche del 18 de junio, el sistema se desplazó a la costa, produciendo lluvias torrenciales y vientos huracanados. A pesar de su estructura, la NHC afirmó que si el sistema hubiese emergido hacia las aguas de la bahía de Campeche, un redesarrollo e intensificación era probable. Mientras esto ocurría, en El Salvador, las inundaciones provocadas por la entonces depresión arrastraron a seis niños. Dos personas resultaron heridas a causa del impacto de un rayo.  Al mediodía del 19 de junio, la depresión se convirtió en la Tormenta tropical Barry, aunque solo su mínima intensificación era esperado debido a que la tormenta estaba próxima a tierra.  Entre las 12:00 y las 13:00 UTC del 20 de junio, Barry tocó tierra al norte del estado de Veracruz, México con vientos máximos sostenidos de 75 km/h. A las 21:00 UTC, Barry se degradó a depresión tropical ubicado a 165 kilómetros al oeste-noroeste de Veracruz. A pesar de esto las lluvias torrenciales persistían en toda el área con posibles acumulaciones de 3 a 5 pulgadas. En horas de la noche, se degradó a un sistema de baja presión ubicándose a 95 kilómetros al este-noreste de la Ciudad de México. Barry dejó como saldo tres muertos, cerca de dos mil quinientos damnificados y 20,994 casas dañadas en 31 municipios del Estado de Veracruz.

### Tormenta tropical Chantal
La NHC empezó a monitorear el 5 de julio una onda tropical que estaba mostrando signos de organización, a 885 kilómetros al suroeste de las islas de Cabo Verde. esta onda presentaba una actividad de lluvias y tormentas eléctricas. A medida que se desplazaba hacia el oeste, las condiciones eran muy favorables para que esta onda se desarrollara a un ciclón tropical. El 7 de julio, la onda no estaba mostrando una circulación cerrada de superficie, pero 12 horas más tarde las imágenes de satélite aseguraban que la circulación se estaba formando Ese mismo día, un avión cazahuracanes fue a investigar a la onda tropical; los datos recogidos aseguraron que una convección profunda y una circulación cerrada se habían definido. Por lo tanto, la NHC clasificó a este sistema como la tercera tormenta tropical de la temporada, con nombre Chantal. Los gobiernos locales en las islas de Sotavento emitieron avisos y alertas para aforntar este fenómeno. Horas más tarde se emitió un aviso de tormenta tropical para República Dominicana, Puerto Rico, las Islas Vírgenes y Haití.
Chantal, luego aceleró hacia el oeste, y debido a que los vientos de nivel alto estaban disminuidos, hicieron que la tormenta se desorganizara. Ya el 10 de julio, la tormenta no mostraba circulación cerrada y sus vientos máximos habían disminuido. Una cizalladura de viento al oeste hicieron que Chantal se debilite considerablemente, y una dorsal bien definida al norte del centro habían propiciado que esta o sus remanentes giraran en dirección noroeste y luego al norte. Un avión de reconocimiento fue a investigar a la tormenta tratando de localizar su centro, y se determinó que Chantal no poseía circulación cerrada.  Así que la NHC lo degradó a las 21:00 UTC del 10 de julio como una onda tropical; y por lo tanto todos los avisos y alertas sobre este sistema fueron descontinuados. Luego este sistema, se disipó al llegar a la costa del sureste de los Estados Unidos. A su paso por el Caribe, Chantal dejó como consecuencia a casi 9000 personas evacuadas, 1591 viviendas dañadas de los cuales 10 quedaron completamente destruidas y por lo menos dos muertos en la República Dominicana.

### Tormenta tropical Dorian
El 22 de julio, el Centro Nacional de Huracanes empezó a vigilar una onda tropical que había salido de África. Luego esta se asoció con una baja presión superficial e incrementó su actividad de lluvias y tormentas eléctricas. En esos momentos las condiciones ambientales estaban siendo propicias para un desarrollo ciclónico, y se pensaba que estas disminuirían a medida que el sistema se moviese a aguas más frías, en dirección oeste-noroeste. Sin embargo, a pesar de estos pronósticos, el sistema seguía organizándose, definiendo una circulación cerrada e intensificando aún más su actividad tormentosa. Día después las imágenes de satélite evidenciaron una convección profunda y sus nubes se han concentrado y definido en el centro. Basados en estos datos, la NHC clasificó a este sistema como la Depresión tropical Cuatro; se ubicaba a 500 kilómetros al oeste-suroeste de las islas de Cabo Verde.
Seis horas después, la depresión había organizado sus bandas nubosas, por eso se clasificó como la cuarta tormenta tropical, con nombre Dorian. Sin embargo, el 27 de julio, Dorian estaba perdiendo su circulación cerrada, característico de un ciclón tropical aunque aún posee una vigorosa baja de nivel medio que podría haberse re-desarrollado. A pesar de esto, la circulación superficial desapareció definitivamente y por lo tanto fue degradado a una onda tropical, y que la posibilidad de regenerarse era nulo debido a una cizalladura muy persistente y un aíre seco en la parte media de la Atmósfera. Sin embargo, Dorian regeneró al este del estado de la Florida como Depresión tropical el día 3 de agosto, adquiriendo una mejor convección en sus nubes, alrededor de una circulación cerrada.  Doce horas después, la depresión degeneró en un sistema de remanentes, ubicado a 255 kilómetros al este-sureste de Charleston, Carolina del Sur.

### Tormenta tropical Erin
Erin fue una tormenta tipo cabo verde, es decir que se formó muy cerca de las islas de Cabo Verde. Su precursor fue una onda tropical que salió del oeste de África, produciendo lluvias y tormentas eléctricas. Los vientos de nivel alto hacían más factibles la formación de un ciclón tropical.  Se pensaba que esta onda iba a moverse sobre aguas más frías y aire seco que pudieran evitado una ciclogénesis, sin embargo el sistema siguió organizando su actividad lluviosa y de tormentas eléctricas. El 15 de agosto, la NHC empezó a emitir avisos sobre la Depresión tropical Cinco, ubicado a 130 kilómetros al sureste de las islas de Cabo Verde. El gobierno de Cabo Verde, como medida de precaución, emitió un aviso de tormenta tropical para el archipiélago. Horas más tarde, la depresión intensificó su fuerza y se convirtió en la Tormenta tropical Erin a 100 kilómetros al oeste-suroeste de Isla Brava Se descontinuó los avisos de tormenta tropical debido a que Erin se desplazó al oeste de las islas, alejándose de estas.
El 16 de agosto, las imágenes de satélite indicaron que Erin se debilitó; tomando en consideración que su estructura ciclonica consistía en una especie de remolino de nubes de nivel bajo con un par de áreas pequeñas de convección al sur y al este de su centro. Estos cambios obedecían a factores ambientales como la baja temperatura superficial del mar.  Por lo tanto la NHC lo degradó a una depresión tropical a 870 kilómetros al oeste de las islas de Cabo Verde. Luego, este se degradó a un sistema de remanentes.

### Tormenta tropical Fernand
Durante la tarde del 23 de agosto, la NHC empezó a monitorear una onda tropical sobre la península de Yucatán. Desplazándose al oeste, las condiciones atmosféricas eran favorables para un desarrollo, pero debido a su proximidad con tierra limitó el desarrollo de la onda. Un área de baja presión se desarrolló en asociación con el disturbio el siguiente día y las probabilidades para un desarrollo ciclónico fueron subsecuentemente incrementados. El 25 de agosto, la actividad de lluvias y tormentas eléctricas empezaron a desarrollarse sobre un centro de nivel bajo a medida que entraba en contacto con la Bahía de Campeche, por eso la NHC le dio una probabilidad de 60%. Luego las imágenes de satélite y radares evidenciaron en el sistema características ciclónicas, por eso la NHC empezó a emitir avisos sobre la Depresión tropical Seis. Dos horas después, datos del avión cazahuracanes indicaron que se habían desarrollado vientos de tormenta tropical cerca del centro, evidenciando el desarrollo de la Tormenta tropical Fernand, ubicado a 45 kilómetros al este de la ciudad de Veracruz.
La tormenta se intensificó más, alcanzando ráfagas de vientos de 117 km/h reportados desde una estación de observación costera. A las 04:45 UTC del 26 de agosto, Fernand tocó tierra a 40 kilómetros al oeste-noroeste de Veracruz, con vientos de 85 km/h. Desplazándose tierra adentro, la tormenta empezó a debilitarse mientras su circulación se movía paralela a la costa, con un área gigantesca de tormentas eléctricas. El 26 de agosto, la circulación superficial de la tormenta se disipó sobre el este de México.
Ahora, al desarrollarse la tormenta, pocos avisos y alertas fueron emitidos. Mientras era una depresión tropical el 25 de agosto, un aviso de tormenta tropical fue emitido en la costa del Golfo de México desde Veracruz hasta Tampico, estado de Tamaulipas. Día después fue cancelado este aviso en la Barra de Nautla, Veracruz. Horas más tarde, a las 15:00 UTC, el aviso de tormenta tropical fue descontinuado a medida que Fernand se debilitó a depresión tropical. Más de 200 personas en el Estado de Veracruz fueron evacuados antes que la tormenta arrivase. El mayor impacto de la tormenta la sufrió en Veracruz, en donde 13 personas murieron por deslizamientos de tierra de los cuales, nueve en Yecuatla, tres en Tuxpan y uno en Atzalán. Un muerto se registró en Oaxaca, luego que una persona fuese arrastrada por las corrientes de un río.

### Tormenta tropical Gabrielle
Durante la tarde del 25 de agosto, la NHC empezó a monitorear una onda tropical sobre el oeste de África de un potencial de desarrollo lento en un período de 5 días. Desplazándose al oeste, la onda mantuvo su estructura desorganizada; aun así, se le estuvo dando un porcentaje bajo de desarrollo en 48 horas el 29 de agosto. Luego de permanecer desorganizado de manera breve en el Atlántico central debido a vientos fuertes y aire seco, condiciones atmosféricas permitieron que se incrementaran la actividad de lluvias y tormentas eléctricas sobre un centro de nivel bajo a medida que se acercaba a las Antillas Menores. Luego de debilitarse por unas horas, el sistema empezó de nuevo a desarrollarse mientras ingresaba al este del Mar Caribe aumentando el porcentaje de probabilidad de desarrollo según la NHC. Datos de un avión cazahuracanes en esa tarde, indicaron que se había desarrollado la Depresión tropical Siete.
Luego, un área pequeña de convección profunda cerca, al noreste del centro superficial de la depresión y otros factores permitieron a la NHC nombrar a esta depresión como la Tormenta tropical Gabrielle,  ubicado a 110 kilómetros al sur de Ponce, Puerto Rico. Doce horas más tarde, la NHC había informado que la estructura ciclónica de Gabrielle estaba muy desorganizado, debido a que se encontraba cerca de una cizalladura de viento al oeste de la tormenta; por eso Gabrielle se degradó a Depresión tropical. Doce horas después, Gabrielle se disipó sobre la isla de La Española, sin una convección ciclónica.
Ya al norte de las Antillas Mayores, los remanentes de Gabrielle estuvieron reorganizándose mientras se desplazaba al norte. El 9 de septiembre, la actividad de los remanentes había incrementado al este de su centro a pesar de que las condiciones tropicales no eran propicias para una intensificación, mientras se ubicaba a 563 kilómetros al sur de Bermuda. El 10 de septiembre, la baja presión continuaba intensificándose y concentrando su actividad tormentosa muy cerca del centro, además que había desarrollado, de nuevo, una convección profunda con un centro de circulación de bajo nivel, característico de un ciclón tropical.  Por eso, la NHC empezó a continuar con los avisos de Gabrielle mientras se encontraba a 300 kilómetros al sur de Bermuda, emitiéndose también avisos y alertas de tormenta tropical para las islas debido a su desplazamiento al norte a 22 km/h en dirección a estas islas. Luego, la tormenta llegó a su pico máximo de vientos mayores a 95 km/h y una presión mínima de 1004 hPa a 90 kilómetros de Bermuda. Sin embargo, una cizalladura en la tarde empezó a mover la actividad lluviosa al este del centro del sistema. La convección volvió a desarrollarse vanamente, ya que el sistema se había degradado a una depresión tropical. Desplazándose al norte, la actividad tormentosa nuevamente se desarrolló, convirtiéndose nuevamente en tormenta tropical el 12 de septiembre. Después de mantener esta intensidad por 24 horas, las imágenes de satélite evidenciaron el debii¡litamiento de Gabrielle a depresión tropical. Gabrielle finalmente se disipó el 13 de septiembre.

### Depresión tropical Ocho
La Depresión tropical Ocho se formó derivado de una onda tropical que se encontraba sobre la península de Yucatán y Belice, el día 2 de septiembre. Dos días después y a pesar de que el sistema entró en contacto con las aguas del Golfo de México, la onda se desorganizó. Debido a su desplazamiento y por estar ubicado en la Bahía de Campeche, la probabilidad de que se desarrollara a un sistema tropical era del 20%. Sin embargo, el 5 de septiembre, la ahora baja presión incrementó y organizó su actividad tormentosa, por eso, un avión cazahuracanes fue a investigar a la baja presión para tratar de analizarla más de cerca. Los datos recolectados afirmaron que su actividad había disminuido y no poseía circulación superficial.
El 6 de septiembre, las imágenes de satélite y observaciones superficiales indicaron que la baja presión había disminuido su velocidad de desplazamiento. Esto permitió que el sistema estuviera sobre el golfo y que por lo tanto se organizara mejor; dicho esto, la NHC inició los avisos sobre la Depresión ocho a las 18:30 UTC, hora en que la depresión se encontraba tocando tierra sobre la ciudad de Tampico, estado de Tamaulipas. Luego de unas horas sobre tierra, la depresión finalmente se disipó sobre las montañas del norte de México.  Este dejó como resultado lluvias que provocaron inundaciones en estados como Veracruz y Tamaulipas.

### Huracán Humberto
Humberto, fue el primer huracán de la temporada de huracanes del 2013, tres meses después de haberse iniciado la temporada. Su precursor fue una onda tropical que había salido de las costas de África el día 7 de septiembre. Al salir a las aguas del Océano Atlántico este, las condiciones favorecían para un desarrollo, por eso la onda al asociarse con un área de baja presión se organizó, desarrollando actividad convectiva, por eso la NHC categorizó a este sistema como la Depresión tropical Nueve, mientras se ubicaba a 440 kilómetros al este-sureste de las islas de Cabo Verde. Su convección profunda aumentó a medida que se desplazaba al oeste,  y el 9 de septiembre la depresión se había convertido en la Tormenta tropical Humberto. Por las siguientes horas, Humberto seguía adquiriendo fuerza, ampliando sus bandas nubosas, y mostrando intermitentemente un ojo sobre su centro. Por eso, a las 09:00 UTC del 11 de septiembre, Humberto se convirtió en el primer huracán de la temporada, alcanzando horas después su máximo pico de vientos mayores a 140 km/h y una presión mínima de 982 hPa.
El huracán, después de desplazarse al oeste-noroeste, tomó un giro hacia el norte en donde mantuvo su fuerza, hasta degradarse a tormenta tropical el 13 de septiembre. La tormenta seguía debilitándose rápidamente, y el 14 de septiembre la tormenta degeneró en un ciclón post-tropical. Día después de permanecer como un ciclón post-tropical, una convección profunda se desarrolló sobre el sistema lo que supuso la reintensificación de Humberto a tormenta tropical. El desplazamiento de Humberto fue relativamente lento por un corto tiempo, manteniendo su intensidad de vientos entre 65 y 75 km/h. Al desplazarse al norte, Humberto se fue desorganizando y disminuyendo su velocidad de vientos hasta degradarse en depresión tropical, el 19 de septiembre. A las 21:00 UTC de ese día, Humberto finalmente se disipó.

### Huracán Ingrid
Ingrid, fue el segundo huracán de la temporada. Fue identificado como su precursor, la Depresión tropical Diez el 12 de septiembre cuando un avión de reconocimiento informó que el sistema había definido un centro de circulación y organizó una convección profunda. Sabiendo esto, el gobierno mexicano emitió una alerta de tormenta tropical de las localidades de Coatzacoalcos hasta la Barra de Nautla. La convección incrementó en su tamaño, además que datos del avión cazahuracanes mostraron vientos mayores a 45 nudos (75 km/h) evidenciaron la formación de la Tormenta tropical Ingrid,  mientras se ubicaba a 95 kilómetros al este-noreste de la ciudad de Veracruz. Por eso, el Sistema Nacional de Protección Civil emitió alerta naranja para el estado de Tabasco, y el sur del Estado de Veracruz. Lluvias torrenciales provocados por el sistema combinados con las bandas nubosas de la Tormenta tropical Manuel, empezaron a reportarse sobre los estados de Chiapas, Guerrero y Oaxaca.
Durante el 14 de septiembre, la fuerza de Ingrid estuvo intensificándose, hasta llegar a convertirse en un huracán de categoría uno, segundo de la temporada. Esto se toma en que un ojo en su centro había estado presente intermitentemente,  por eso el gobierno mexicano cambió todos los avisos de tormenta a avisos de huracán. Por su parte, el servicio de Protección Civil empezó a evacuar a los pobladores de las zonas en que Ingrid tocaría tierra. En el estado de Tamaulipas, se habían evacuado a las personas que se encontraban viviendo en zonas de alto riesgo de los municipios de Altamira y Soto la Marina. Mientras que en Chiapas y en San Luis Potosí habían evacuado para evitar los efectos del ciclón. El 15 de septiembre, Ingrid estuvo desplazándose de forma lenta hacia el noroeste con altibajos en su intensidad, sabiendo que su pico máximo de intensidad fue de 140 km/h con una presión mínima de 987 hPa.
A las 12:00 UTC del 16 de septiembre, Ingrid tocó tierra cerca de la localidad de La Pesca, como consecuencia este se debilitó a tormenta tropical. Esto ocurrió quince horas después que Manuel tocara tierra al norte de Manzanillo. La asociación de estos dos ciclones propiciaron lluvias torrenciales que provocaron inundaciones, deslaves y vientos fuertes en los estados mexicanos de ambas costas. El 16 de septiembre por la tarde, Ingrid se degradó a depresión tropical A pesar de que la convección de Ingrid había aumentado, no sirvió lo suficiente debido a que la depresión ya estaba entrando en contacto con la Sierra Madre Oriental. Entonces Ingrid, a las 09:00 UTC del 17 de septiembre, se disipó sobre las montañas del norte de México; a pesar de esto, las lluvias persistían provocando acumulaciones máximas de 10 a 15 pulgadas.

### Tormenta tropical Jerry
El precursor de Jerry fue un área elongada de disturbio tropical en el Atlántico norte central, que estuvo siendo vigilada por la NHC desde el 26 de septiembre. Se esperaba que la baja se desarrollara poco debido a que estaba próximo a un canal de nivel alto.  Horas más tarde, datos de intensidad de vientos derivados de satélite indicaron la presencia de un área pequeña de baja presión. Un lento desarrollo ocurrió 24 horas después, con la formación de una convección profunda sobre su centro, el 28 de septiembre por la tarde. Dicho esto, la NHC asignó a este disturbio como la Depresión tropical Once,  ubicado a 1540 kilómetros al este-noreste de las islas de Barlovento.
Durante las siguientes horas, la depresión tuvo problemas en su organización: su centro de nivel bajo no estaba bien definido, su convección profunda se encontraba limitado por unos clústeres de lluvias y tormentas eléctricas al norte del centro y una banda nubosa estrecha al este del sistema. El 30 de septiembre, La depresión se convirtió en la Tormenta tropical Jerry a 1935 kilómetros al este-sureste de Bermuda.  Esta afirmación se basa en que la convección profunda se hizo persistente, y las imágenes visibles de satélite indicaron que el centro de nivel bajo se encontraba en el extremo oeste del área principal de convección. A pesar de esto, una cizalladura de viento vertical al oeste y noroeste de la tormenta iba a continuar afectando negativamente a la tormenta durante los días siguientes. Antes de que sucediese esto, Jerry llegó a su máximo pico de intensidad, con vientos mayores a 85 km/h y una presión mínima de 1005 hPa. Luego de esto, las condiciones se pusieron muy hostiles para una intensificación, por lo que Jerry se debilitó,  además que su velocidad de desplazamiento disminuyó hasta el punto de no moverse. El 3 de octubre Jerry se degradó a depresión tropical, mientras se encontraba ubicado a 1660 kilómetros al oeste-suroeste de las islas Azores, mostrando vientos de 55 km/h y presión de 1010 hPa. A las 21:00 UTC, a pesar de tener convección profunda, Jerry fue clasificado como un sistema de remanentes y horas más tarde, al entrar en aguas frías se disipó.

### Tormenta tropical Karen
Karen se formó tierra Norte Cancún y sur Isla Mujeres cómo tormenta tropical con viento máximo 40 (kph) El 3 de octubre, un avión cazahuracanes reconoció a la Tormenta tropical Karen, al norte de la península de Yucatán. Evidenciando en que su presión mínima fue medida en 1004 hPa y que mostraba una circulación cerrada con vientos cerca de 65 km/h, cerca de su centro. Su convección profunda estaba más prominente al norte y este de su centro debido a una cizalladura de viento al suroeste Debido a esto,y a su desplazamiento en dirección norte, avisos y alertas de tormenta tropical y vigilancia de huracán fueron emitidas en las ciudades de la costa del golfo de Estados Unidos.  Aunque, debido a la cizalladura, su estructura e intensidad ciclónica han estado afectadas durante las siguientes horas de su formación. Horas más tarde, la NHC decidió descontinuar la vigilancia de huracán, debido a que el sistema se encontraba desorganizado y que tenía baja posibilidad de convertirse en huracán; además de que su convección profunda se estaba disipando por la entrada de aire seco y la cizalladura de viento. Así pues, Karen se debilitó a depresión tropical temprano, el 6 de octubre, desorganizándose hasta disiparse doce horas después. Por eso, la NHC decidió suspender los avisos y alertas sobre este sistema.

### Tormenta tropical Lorenzo
El precursor de Lorenzo fue un área de baja presión relativamente débil que empezó a ser vigilado por la NHC el día 21 de octubre mientras se ubicaba a 1.006 kilómetros al sureste de Bermuda. Se pensaba que esta baja no iba a desarrollarse debido a que los vientos de nivel alto propiciaban condiciones infavorables. Sin embargo, durante las 12 horas siguientes, el sistema se organizó y se convirtió en una depresión tropical con designación: Trece, mientras se ubicaba a 1.045 kilómetros al este-sureste de Bermuda. A las 21:00 UTC, la NHC declaró la formación de la Tormenta tropical Lorenzo, tomando en cuenta que su convección se había definido y se registraron vientos de 34 nudos (unos 65 km/h) al este del centro.
Luego, el sistema estuvo incrementando su convección profunda alcanzando, el 22 de octubre, su máximo pico de intensidad de vientos de 85 km/h y una presión mínima de 1000 hPa. Con esto, se puso fin a la tendencia organizativa de este sistema, debido por una parte a una cizalladura de viento al noroeste y el movimiento hacia aguas más frías. Entonces, la organización de nubes disminuyó mostrando su convección al sureste de su centro de circulación de nivel bajo; a las 03:00 UTC del 24 de octubre, Lorenzo fue degradado a depresión tropical. A las 15:00 UTC de ese día, el sistema fue degradado a un ciclón postropical.

### Tormenta tropical Melissa
El precursor de Melissa, un área de baja presión no tropical, empezó a ser vigilado por la NHC el 16 de noviembre, mientras se ubicaba a unos cientos de millas al sureste de Bermuda. Durante los siguientes días, la NHC estuvo vigilando al sistema que se encontraba ubicado en condiciones que paulatinamente se hicieron más favorables para su desarrollo. El 18 de noviembre, el sistema adquirió características subtropicales, es decir, su convección profunda se desarrolló cerca de un centro muy definido; aunque se había desarrollado dentro de este un anticiclón de salida, además que el sistema poseía un área extensa de vientos fuertes.  Por esto, la NHC designó a este sistema como la Tormenta subtropical Melissa, formado a 1.120 kilómetros al este-sureste de Bermuda.
Aunque difusa en un principio, la formación de salida anticiclónica de nivel superior y de la actividad tormentosa persistente cerca del centro marcó la transición a una tormenta tropical a las 15:00 UTC del 20 de noviembre. A pesar de estar ubicado sobre aguas muy frías, cuyas temperaturas eran de 21 °C, las bandas nubosas persistieron cerca del centro, y la tormenta alcanzó su pico de intensidad de vientos de 100 km/h en un minuto con una presión mínima de 980 hPa el 21 de noviembre. Su convección profunda desapareció horas más tarde, conllevando a su transición a ciclón postropical a las 03:00 UTC del 22 de noviembre.

### Tormenta subtropical sin nombre (AL15)
Este sistema fue designado como AL15 en un análisis publicado el 11 de febrero de 2014. Su historial meteorológico se explica a como sigue: A inicios de diciembre, una baja de magnitud alta se estacionó al sur de una dorsal en el noreste del océano Atlántico. El 3 de diciembre, una tormenta extratropical se formó a 260 kilómetros al sur de las islas Azores. Con la presencia de la dorsal al norte, el sistema presentó circulación ciclónica en dirección al sur. Amplificado por una baja de magnitud alta al oeste, la tormenta produjo una amplía área de vientos de fuerza galerna, alcanzando vientos medidos en un minuto de 100 km/h. El 4 de diciembre, los vientos empezaron a disminuir. Con la presencia de una cizalladura de viento débil y temperatura superficial del mar de 22 grados Celsius, el sistema desarrolló un área de convección cerca de su centro. Alrededor de las 18:00 UTC del 4 de diciembre, el Centro Nacional de Huracanes afirmó en el "Tropical Weather Outlook" que era posible un desarrollo adicional a pesar de condiciones infavorables. A las 00:00 UTC del 5 de diciembre, los sistemas frontales adyacentes se disiparon y la convección del sistema se hizo más prominentes, mientras que su centro inició a calentarse contiguo a una baja de magnitud alta. Basado en estas observaciones, se estimó que el sistema había adquirido características subtropicales a ese tiempo con vientos en un minuto de 85 km/h. Mientras que el sistema permanecía activo en ese tiempo, la NHC lo había considerado como una baja presión no tropical, pero con este análisis refuta lo considerado en diciembre.
Luego de convertirse en una tormenta subtropical, el sistema giró al norte debido a la presencia de un sistema de magnitud alta al oeste. El campo de vientos gradualmente disminuyó mientras que la convección organizó bandas lluviosas débiles. Ya alejado de la baja de magnitud alta, la tormenta adquirió más características tropicales, aunque era incapaz de completar esa transición. El 6 de diciembre, la tormenta giró al este bajo la influencia de un flujo de nivel alto, el cual incremento la presencia de otra cizalladura vertical de viento. Su circulación fue expuesta de su convección, casi parecido a una tormenta tropical influenciada por una cizalladura, antes que las tormentas eléctricas se disipasen. Luego de girar al norte, la tormenta se debilitó más debido al entrar en contacto con aguas más frías, degenerando en un sistema de remanentes el 7 de diciembre. La tormenta debilitada produjo vientos de 55 km/h en la isla Santa María en Azores, con ráfagas de 87 km/h. Horas más tarde, la circulación degeneró en una baja presión a 180 kilómetros al sur del archipiélago.

## Estadísticas de temporada
Esta es una tabla de todos los sistemas que se han formado en la temporada de huracanes de 2013. Incluye su duración, nombres, áreas afectada(s), indicados entre paréntesis, daños y muertes totales. Las muertes entre paréntesis son adicionales e indirectas, pero aún estaban relacionadas con esa tormenta. Los daños y las muertes incluyen totales mientras que la tormenta era extratropical, una onda o un baja, y todas las cifras del daño están en USD 2013.
| DT | TT | 1 | 2 | 3 | 4 | 5 |

| Nombre                  | Fechas activo                   | Categoría de tormenta en intensidad máxima | Vientos máx. (km/h) | Presión min (hPa) | ACE    | Áreas afectadas             | Áreas afectadas  | Áreas afectadas | Daños (en millones USD) | Muertos |
| Nombre                  | Fechas activo                   | Categoría de tormenta en intensidad máxima | Vientos máx. (km/h) | Presión min (hPa) | ACE    | Lugar                       | Fecha            | Vientos (km/h)  | Daños (en millones USD) | Muertos |
| ----------------------- | ------------------------------- | ------------------------------------------ | ------------------- | ----------------- | ------ | --------------------------- | ---------------- | --------------- | ----------------------- | ------- |
| Andrea                  | 5 – 7 de junio                  | Tormenta tropical                          | 100 (65)            | 992               | 1.6175 | Steinhatchee, Florida       | 6 de junio       | 95 (60)         | $25 millones            | 4       |
| Barry                   | 17 – 20 de junio                | Tormenta tropical                          | 75 (45)             | 1003              | 0.7625 | Big Creek, Belice           | 17 de junio      | 55 (35)         | N/A                     | 5       |
| Barry                   | 17 – 20 de junio                | Tormenta tropical                          | 75 (45)             | 1003              | 0.7625 | Estado de Veracruz, México  | 20 de junio      | 75 (45)         | N/A                     | 5       |
| Chantal                 | 7 – 10 de julio                 | Tormenta tropical                          | 100 (65)            | 1003              | 2.48   | Ninguno                     | Ninguno          | Ninguno         | N/A                     | 1       |
| Dorian                  | 23 de julio – 3 de agosto       | Tormenta tropical                          | 95 (60)             | 1002              | 2.5725 | Ninguno                     | Ninguno          | Ninguno         | N/A                     | 0       |
| Erin                    | 15 – 18 de agosto               | Tormenta tropical                          | 75 (45)             | 1006              | 1.545  | Ninguno                     | Ninguno          | Ninguno         | N/A                     | 0       |
| Fernand                 | 25 – 26 de agosto               | Tormenta tropical                          | 95 (60)             | 1001              | 0.655  | Zempoala, Hidalgo, México   | 26 de agosto     | 95 (60)         | N/A                     | 14      |
| Gabrielle               | 4 – 13 de septiembre            | Tormenta tropical                          | 100 (65)            | 1003              | 2.06   | Ninguno                     | Ninguno          | Ninguno         | N/A                     | 0       |
| Ocho                    | 6 – 7 de septiembre             | Depresión tropical                         | 55 (35)             | 1008              | 0      | Tampico, Tamaulipas, México | 6 de septiembre  | 55 (35)         | N/A                     | 0       |
| Humberto                | 8 – 19 de septiembre            | Huracán categoría 1                        | 150 (90)            | 979               | 8.9375 | Ninguno                     | Ninguno          | Ninguno         | N/A                     | 0       |
| Ingrid                  | 12 – 17 de septiembre           | Huracán categoría 1                        | 140 (85)            | 983               | 4.9    | Tamaulipas, México          | 16 de septiembre | 100 (65)        | $230 millones           | 32      |
| Jerry                   | 29 de septiembre – 3 de octubre | Tormenta tropical                          | 85 (50)             | 1005              | 1.945  | Ninguno                     | Ninguno          | Ninguno         | N/A                     | 0       |
| Karen                   | 3 – 6 de octubre                | Tormenta tropical                          | 100 (65)            | 998               | 2.2675 | Ninguno                     | Ninguno          | Ninguno         | N/A                     | 0       |
| Lorenzo                 | 21 – 24 de octubre              | Tormenta tropical                          | 85 (50)             | 1000              | 1.62   | Ninguno                     | Ninguno          | Ninguno         | N/A                     | 0       |
| Melissa                 | 18 – 21 de noviembre            | Tormenta tropical                          | 100 (65)            | 980               | 3.4725 | Ninguno                     | Ninguno          | Ninguno         | N/A                     | 0       |
| Sin Nombre              | 5 – 7 de diciembre              | Tormenta subtropical                       | 85 (50)             | 997               | 1.53   | Ninguno                     | Ninguno          | Ninguno         | N/A                     | 0       |
| Totales de la temporada |                                 |                                            |                     |                   |        |                             |                  |                 |                         |         |
| 15 ciclones             | 5 de junio - 7 de diciembre     |                                            | 150 (90)            | 979               | 36.365 | 6                           | 6                | 6               | $255 millones           | 56      |

## Nombre de los ciclones tropicales
Los siguientes nombres fueron usados para los ciclones tropicales que se formaron en el océano Atlántico norte en 2013. Los nombres no usados están marcados con gris. Los nombres retirados, en su caso, serán anunciados por la Organización Meteorológica Mundial en la primavera del 2014. Los nombres que no fueron retirados serán usados de nuevo en la temporada de 2019. Esta es la misma lista usada en la temporada del 2007, a excepción de Dorian, Fernand, y Nestor, los cuales reemplazaron a Dean, Felix y Noel respectivamente. Los nombres de Dorian y Fernand fueron usados por primera vez en esta temporada.
| - Andrea - Barry - Chantal - Dorian - Erin - Fernand - Gabrielle | - Humberto - Ingrid - Jerry - Karen - Lorenzo - Melissa - Nestor (sin usar) | - Olga (sin usar) - Pablo (sin usar) - Rebekah (sin usar) - Sebastien (sin usar) - Tanya (sin usar) - Van (sin usar) - Wendy (sin usar) |

### Nombres retirados
El 10 de abril de 2014, durante la XXXVI sesión de la RA V Hurricane Committee de la Organización Meteorológica Mundial, el nombre de Ingrid fue retirado debido a los cuantiosos daños y perdidas humanas que había provocado. Fue reemplazado por Imelda en la temporada de 2019.